# Kacapka
Kacapka (Katsapka) – jezioro w Polsce na Wyżynie Wołyńskiej na Grzędzie Horodelskiej w województwie lubelskim w powiecie hrubieszowskim w gminie Horodło w dorzeczu Bugu.      

## Położenie
Jezioro śródpolne, znajduje się we wschodniej części Wyżyny Wołyńskiej w zakolu Bugu na terenie Nadbużańskiego Obszaru Chronionego Krajobrazu pomiędzy wsiami Zosin, Łuszków i Janki Górne.

## Informacje hydrologiczne
Jezioro polodowcowe, krasowe (pod nim zalegają prawdopodobnie margle z okresu kredy), sezonowo zanikające, położone w niecce sufozyjnej. Powierzchnia zwierciadła wody wynosi około 10,5 ha, maksymalna długość to 400 m, maksymalna szerokość – 335 m. Lustro wody znajduje się na wysokości około 183 m n.p.m. Maksymalna głębokość jeziora wynosi kilka metrów. Jest to największe i najgłębsze jezioro z trzech jezior Nadbużańskiego Obszaru Chronionego Krajobrazu. 

## Przyroda
Wokół Kacapki występuje roślinność stepowa, około 8 ha wokół jeziora pokrywa trzcina. W sąsiedztwie jeziora występują m.in. bóbr europejski, łoś euroazjatycki, żołna zwyczajna. Występuje tam jedno z pięciu krajowych lęgowisk rybitwy białoskrzydłej. Gniazdują tam również: bąk, bączek, błotniak stawowy, łabędź niemy, perkoz rdzawoszyi, rybitwa czarna.

## Ochrona środowiska
16 lipca 2002 roku utworzono użytek ekologiczny „Kacapka” o powierzchni 16,72 ha obejmujący obszar jeziora.